# Comune distrettuale di Radviliškis
Il comune distrettuale di Radviliškis è uno dei 60 comuni della Lituania, situato nella regione dell'Aukštaitija.